# Choi Chol-Su
Choi Chol-Su (Corea del Norte, 1 de diciembre de 1969) es un deportista olímpico de norcoreano que compitió en boxeo, en la categoría de peso mosca y que consiguió la medalla de oro en los Juegos Olímpicos de Barcelona 1992.

## Palmarés internacional
| Juegos Olímpicos | Juegos Olímpicos   | Juegos Olímpicos | Juegos Olímpicos |
| Año              | Lugar              | Medalla          | Prueba           |
| ---------------- | ------------------ | ---------------- | ---------------- |
| 1992             | Barcelona (España) | Medalla de oro   | Peso mosca       |